# 阿里山溪 (嘉義縣)
阿里山溪，位於中華民國臺灣省嘉義縣阿里山鄉，屬於濁水溪支流之一，為清水溪上流，於嘉義縣阿里山鄉及雲林縣古坑鄉交界處匯合，頂層分流極之多。